# Danijel Erić
Danijel Erić (* 7. Januar 1981 in Travnik) ist ein schweizerisch-kroatischer Basketballtrainer und ehemaliger -spieler. 

## Laufbahn
Als Spieler war Erić für ABB Baden tätig, in Österreich stieg er mit den Baskets Feldkirch in die Bundesliga auf und stand wiederum in der Schweiz von 2003 bis 2005 in Diensten der Reussbühl Rebels in der Nationalliga B. In der Saison 2004/05 war er mit 22,5 Punkten je Begegnung der beste Korbschütze der Liga und wechselte zum Spieljahr 2005/06 zu den Starwings Basket Regio Basel in die Nationalliga A. Ende Januar 2006 zog er sich einen Kreuzbandriss zu und verließ die Baseler im Mai 2006.
Er betreute von 2007 bis 2009 den Zweitligisten STV Luzern Basket als Spielertrainer, in der Saison 2009/10 war er Assistenztrainer bei Starwings Basket Regio Basel und ab 2010 Cheftrainer. Ab 2012 war er zunächst Co-Trainer bei der Kooperationsmannschaft Swiss Central Basket, dann Spielertrainer. 2015 stieg er mit der Mannschaft in die Nationalliga A auf und war ab 2015 dann ausschliesslich Trainer. Im Juni 2020 gab er das Traineramt ab.